# Mephritus adelphus
Mephritus adelphus là một loài bọ cánh cứng trong họ Cerambycidae.